# Коробейников, Василий Иванович
Василий Иванович Коробейников — советский хозяйственный, государственный и политический деятель, Герой Социалистического Труда.

## Биография
Родился в 1912 году в Каргате. Член КПСС с 1931 года.
С 1927 года — на хозяйственной, общественной и политической работе. В 1927—1980 годах — в коллективе мастерских «Сибдеткомиссии», печатал свои стихи, заметки в детском журнале «Товарищ», в газете «Юный ленинец», рабочий корреспондент газеты «Советская Сибирь», редактор районной газеты в Павловском районе Алтайского края, заведующий отделом пропаганды и агитации Андреевского райкома партии, заместитель редактора районной газеты, второй секретарь райкома партии, первый секретарь Северного райкома партии, первый секретарь Чистоозёрного райкома КПСС, на партийной работе на целине в Казахской ССР, первый секретарь Краснозёрского райкома КПСС Новосибирской области.
Указом Президиума Верховного Совета СССР от 13 ноября 1972 года присвоено звание Героя Социалистического Труда с вручением ордена Ленина и золотой медали «Серп и Молот».
Делегат XXIII съезда КПСС.
Умер в Новосибирске в 1999 году. Похоронен на Заельцовском кладбище (квартал 102).